# Övre Bursjön
Övre Bursjön är en sjö i Ljusdals kommun och Ovanåkers kommun i Hälsingland och ingår i Ljusnans huvudavrinningsområde. Sjön har en area på 0,14 kvadratkilometer och ligger 306,2 meter över havet. Sjön avvattnas av vattendraget Hässjaån.

## Delavrinningsområde
Övre Bursjön ingår i det delavrinningsområde (683360-149313) som SMHI kallar för Ovan Karsbosjöån. Medelhöjden är 329 meter över havet och ytan är 11,9 kvadratkilometer. Det finns ett avrinningsområde uppströms, och räknas det in blir den ackumulerade arean 42,72 kvadratkilometer. Hässjaån som avvattnar avrinningsområdet har biflödesordning 3, vilket innebär att vattnet flödar genom totalt 3 vattendrag innan det når havet efter 109 kilometer. Avrinningsområdet består mestadels av skog (65 procent) och sankmarker (24 procent). Avrinningsområdet har 0,14 kvadratkilometer vattenytor vilket ger det en sjöprocent på 1,2 procent.